# Citroën Nemo

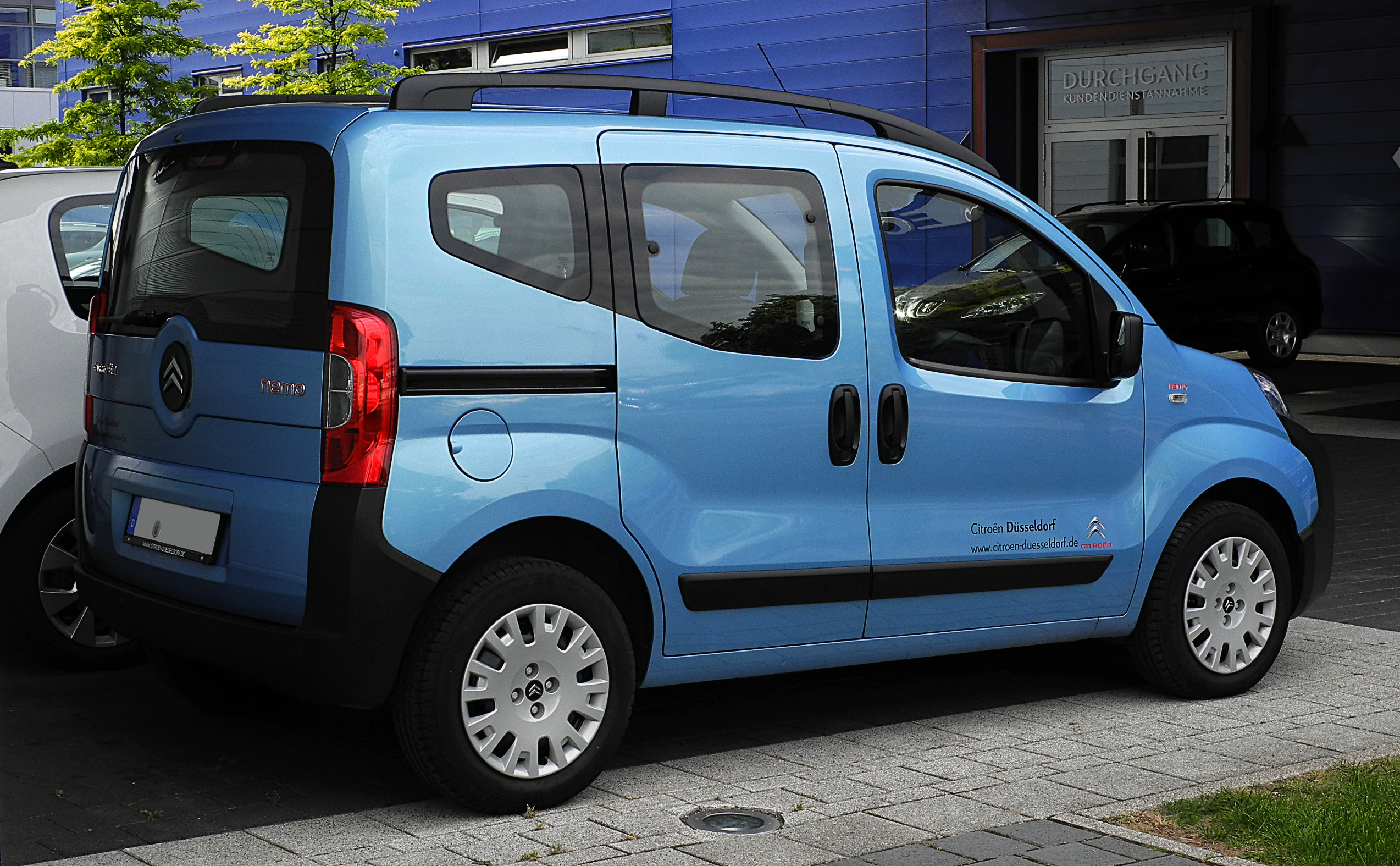
Citroën Nemo Multispace пасажирський

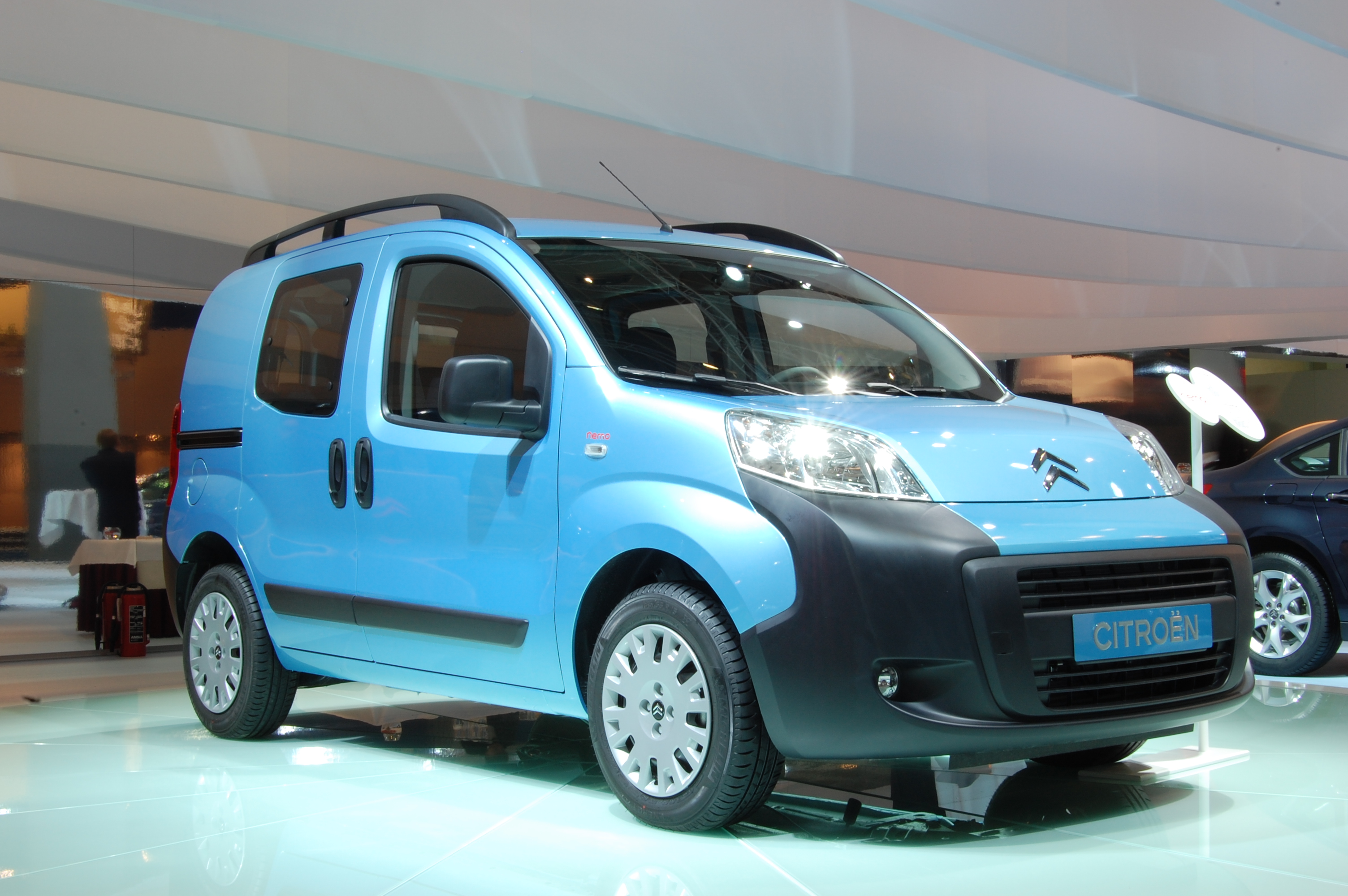
Citroën Nemo вантажо-пасажирський

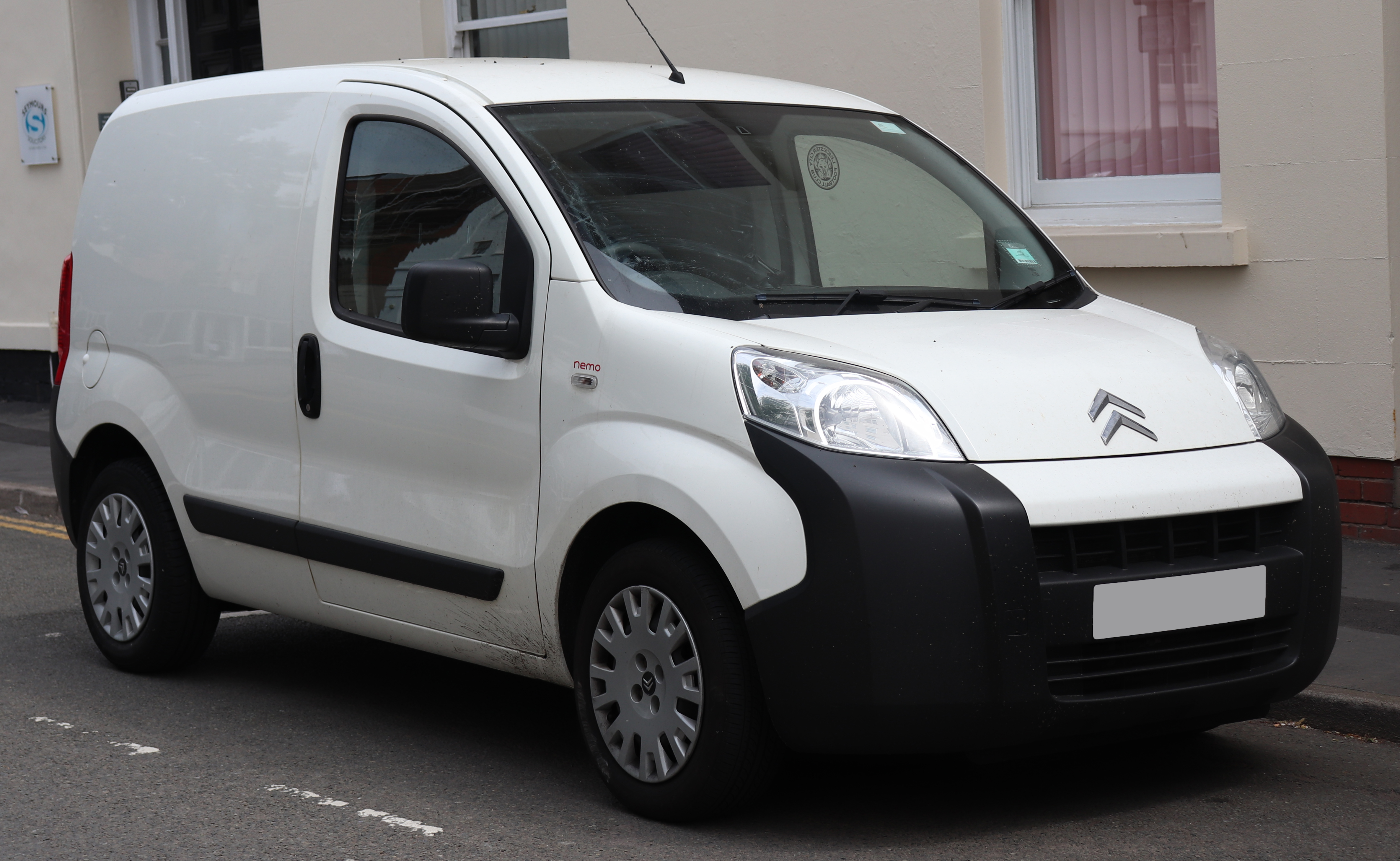
Citroën Nemo вантажний фургон

Citroën Nemo  — компактний мініфургон, який представляє французький автовиробник Citroën у модельному ряді 2008 року.

## Опис
Citroën Nemo надійшов в продаж в кінці 2007 року. Автомобіль був розроблений спільно компаніями Fiat, PSA Peugeot Citroën і Tofaş і заснований на платформі Fiat Grande Punto і відрізняється збільшеною до 2510 мм колісною базою. Об'єм вантажного відсіку становить 2,5 кубометра, максимальна вантажопідйомність — 610 кілограм. Також випускається під назвами Peugeot Bipper і Fiat Fiorino.
Для автозаводу Tofaş це був величезний крок уперед, тому що більша частина розробки моделі була зроблена там. Автомобіль збирається на заводі в Бурсі, Туреччина.
Автомобіль пропонується в вантажному, вантажо-пасажирському і пасажирському (під назвою Nemo Multispace) варіантах.
Стандартна комплектація Citroën Nemo представлена наступним обладнанням: антиблокувальною системою гальм, передніми подушками безпеки, передніми бічними подушками безпеки, активними підголівниками, системою кріплення дитячого сидіння, дверними балками безпеки, передніми електросклопідйомниками, гідропідсилювачем керма, електроприводом і підігрівом дзеркал, заднім склоочисником, галогеновими фарами, 14-дюймовими сталевими колесами, аудіопідготовкою, антеною та іммобілайзером. 
Citroën Nemo отримав титул Міжнародний фургон 2009 року.

## Двигуни
- Бензиновий

| Двигун        | Об'єм [см3 ] | Потужність [к.с.] ([кВт]) при об/хв | Крутний момент [Нм] при об/хв | Циліндри | Клапанний механізм | Розгін (с) 0-100 км/год | Максимальна швидкість км/год | Витрати пального (л/100 км) середні | Роки випуску |
| ------------- | ------------ | ----------------------------------- | ----------------------------- | -------- | ------------------ | ----------------------- | ---------------------------- | ----------------------------------- | ------------ |
| 1.4 8V TU3 JP | 1360         | 73 (54)/5200                        | 118/2600                      | Р4       | ?/8                | 16,2                    | 157                          | 6,9                                 | 2007-2016    |

- Дизельний

| Двигун         | Об'єм [см3 ] | Потужність [к.с.] ([кВт]) при об/хв | Крутний момент [Нм] при об/хв | Циліндри | Клапанний механізм | Розгін (с) 0-100 км/год | Максимальна швидкість км/год | Витрати пального (л/100 км) середні | Роки випуску |
| -------------- | ------------ | ----------------------------------- | ----------------------------- | -------- | ------------------ | ----------------------- | ---------------------------- | ----------------------------------- | ------------ |
| 1.4 HDi DV4 TD | 1398         | 68 (50)/4000                        | 160/1750                      | Р4       | ?/8                | 16,5                    | 152                          | 4,5                                 | 2007-2010    |
| 1.3 HDi FAP    | 1248         | 75 (55)/4000                        | 190/1750                      | Р4       | ?/16               | 16,5                    | 155                          | 4,5                                 | з 2010       |